# Еди Хил
Едвардо Еди Хил (7. фебруар 1944) je филипински политичар, бизнисмен и певач.